# Lule stellata
Lule stellata är en tvåvingeart som beskrevs av Günther Enderlein 1924. Lule stellata ingår i släktet Lule och familjen bredmunsflugor. Inga underarter finns listade i Catalogue of Life.